# Francis Aubrey Shurrock
Francis Aubrey Shurrock  (1887–1977) fue un notable escultor y profesor de arte neozelandés. Nació en Warrington, Lancashire, Inglaterra en 1887.
De 1949 a 1957 trabajó en el Memorial Provincial del centenario de Otago en Signal Hill, Dunedin. Obra realizada en colaboración con Fred Staub. De Shurrock son dos grandes esculturas de bronce, La Historia y El hilo de la vida.